# Азербайджано-эмиратские отношения
Азербайджано-эмиратские отношения — двусторонние отношения между Азербайджаном и ОАЭ в политической, экономической, культурной и иных сферах.

## Дипломатические отношения
ОАЭ признало независимость Азербайджана 26 декабря 1991 года. Дипломатические отношения установлены 1 сентября 1992 года.
Посольство Азербайджана в ОАЭ действует с 16 июня 2001 года. С июня 1994 года ОАЭ назначило своего посла в Анкаре также послом в Азербайджане.
28 октября 2011 года учреждено посольство ОАЭ в Азербайджане.
Между странами действует более 30 договоров.
В парламенте Азербайджана действует рабочая группа по сотрудничеству с ОАЭ. Руководителем группы является Джаваншир Пашазаде.
Сотрудничество с Азербайджаном осуществляется в межпарламентской группе Федерального национального совета ОАЭ по Азии.
17 апреля 2024 года в Абу-Даби состоялась встреча министра энергетики Азербайджана Парвиза Шахбазова с министром промышленности и передовых технологий Объединенных Арабских Эмиратов Султаном Ахмедом аль-Джабером. Обсуждено строительство компаниями ОАЭ объектов возобновляемой энергетики в Азербайджане.
17 ноября 2022 года Азербайджан и ОАЭ подписали соглашение о взаимном признании и обмене водительских удостоверений (прав). Lокумент предусматривает взаимное признание водительских удостоверений, выданных ОАЭ и Азербайджаном, и обмен этих документов без экзамена по вождению.

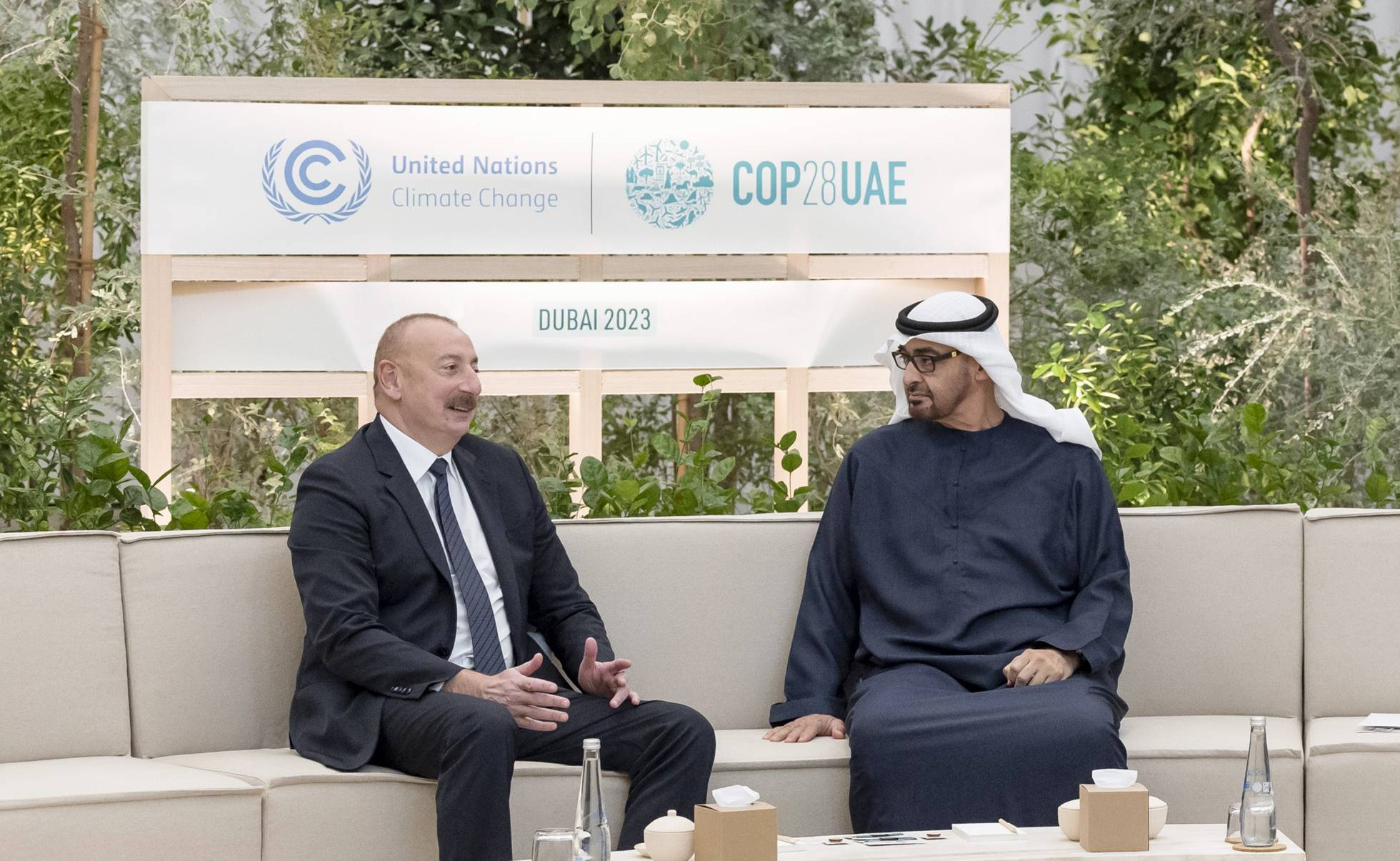
Ильхам Алиев и Мухаммад ибн Заид Аль Нахайян Ноябрь 2023

С 30 ноября по 2 декабря 2023 года президент Азербайджана Ильхам Алиев посетил с рабочим визитом Дубай с целью принять участие на саммите COP28 в рамках которого 30 ноября была проведена двусторонняя встреча с президентом ОАЭ Мухаммадом ибн Заид Аль Нахайяном.
9 января 2024 года президент ОАЭ Мухаммад ибн Заид Аль Нахайян посетил Баку с официальным визитом.
30 сентября 2010 года между странами заключён меморандум о безвизовом режиме для граждан обеих стран, которые обладают  дипломатическими и служебными паспортами.

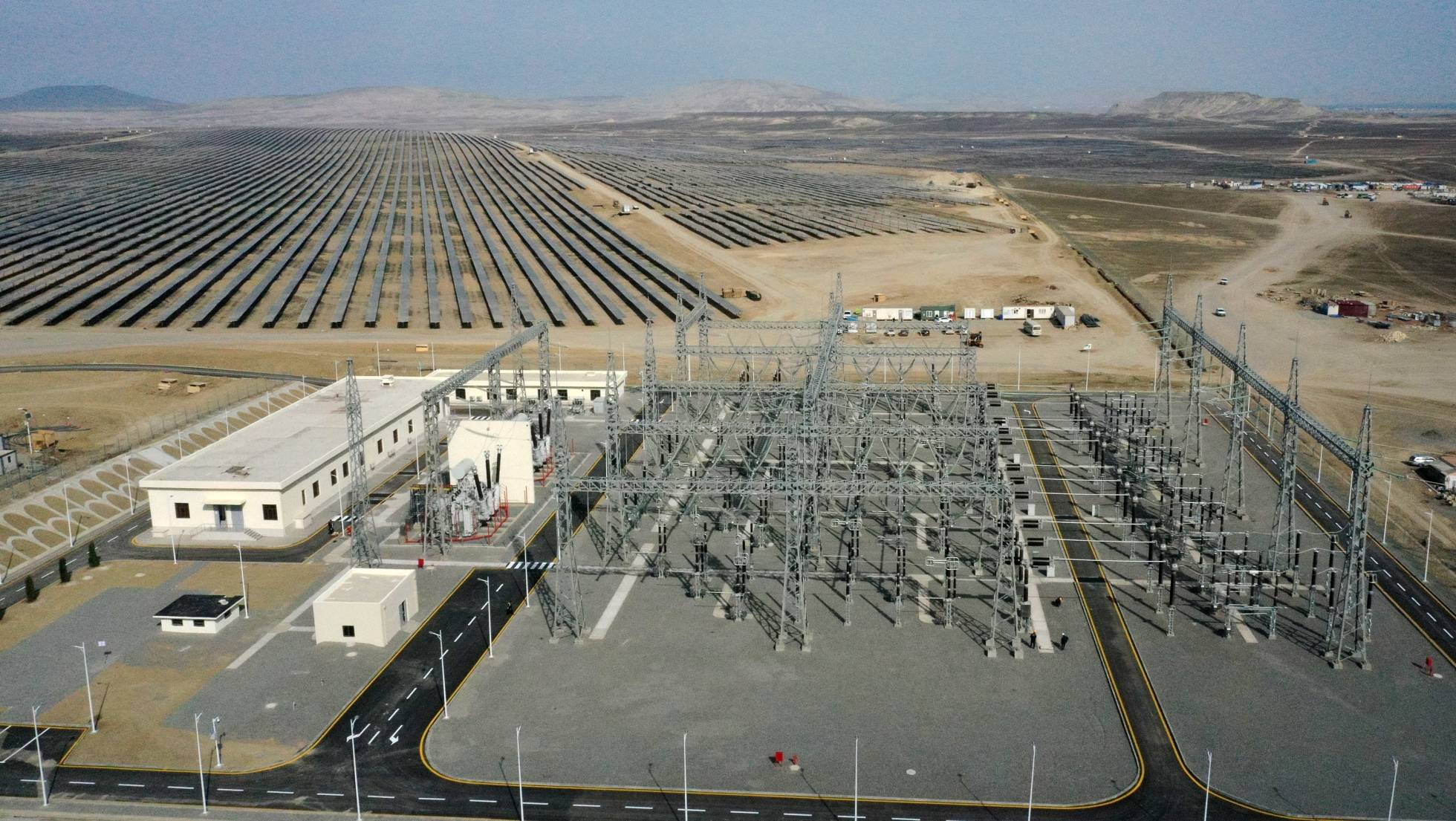
Гарадагская солнечная электростанция

## В области экономики
Действует межправительственная комиссия по экономике, торговле и техническому сотрудничеству.
Компанией Masdar в марте 2022 года начато строительство Гарадагской солнечной электростанции мощностью 230 мегаватт около посёлка Алят. 20 октября 2023 года электростанция введена в строй.
15 января 2023 года между ГНКАР и Masdar  подписано соглашение о разработке проектов морской ветровой энергетики и водорода мощностью 2 ГВт, солнечной фотоэлектрической энергии мощностью 1 ГВт и ветровой энергии на суше мощностью 1 ГВт.
26 октября 2023 года между компанией Masdar и Азербайджаном подписаны инвестиционные договоры по проекту строительства солнечных электростанций в поселке Банк Нефтчалинского района, Билясуварском районе и наземной ветряной электростанции в Абшерон-Гарадагском районе.
4 августа 2023 года Abu Dhabi National Oil Company приобрела 30 % доли в газоконденсатном месторождении «Абшерон».
4 июня 2024 года с участием компании Masdar начато строительство Нефтчалинской, Билясуварской солнечных электростанций и Абшерон-Гарадагской ветряной электростанции.
В 2023 году объём прямых иностранных инвестиций ОАЭ в Азербайджан составил 1,86 млрд дол. США, Азербайджан вложил в ОАЭ 94,82 млн долл. США.
В 2024 году ОАЭ вложило 490,16 млн долл. США в экономику Азербайджана в виде прямых иностранных инвестиций, Азербайджан вложил в экономику ОАЭ 457,53 млн долл. США.

### Товарооборот (тыс. долл)
| Год  | Экспорт Азербайджана | Импорт Азербайджана | Сумма товарооборота |
| ---- | -------------------- | ------------------- | ------------------- |
| 2020 | 10 706,27            | 29 507,51           | 40 213,78           |
| 2021 | 14 042,29            | 36 381,59           | 50 423,88           |
| 2022 | 71 684,51            | 31 307,09           | 102 991,6           |
| 2023 | 74 200,28            | 58 987,07           | 133 187,35          |
| 2024 | 57 764,11            | 39 040,90           | 96 805,01           |

ОАЭ экспортирует в Азербайджан оборудование, механические приборы, продукцию пищевой, химической промышленности, полиэфиры, золото и ювелирные изделия.
Азербайджан экспортирует в ОАЭ изделия из металла, продукцию машиностроения, турбовинтовые двигатели.